# Gani Strazimiri
Gani Strazimiri (* 1915 in Maqellara; † 1993) war ein albanischer Architekt.

## Leben und Werk
Ismail Strazimiri (1868–1943), Ganis Vater, albanischer Patriot aus Dibra und Unabhängigkeitskämpfer während der Rilindja, der schon während der Balkankriege eine Gruppe von Tschetniks gegen die Serben anführte, starb 1943 als Partisan. Das genaue Geburtsdatum von Gani Strazimiri ist unklar: Gewisse Quellen geben 1915 an, andere Archivdokumente erwähnen den 9. Mai 1917. Gani hatte drei Geschwister: Lufti wurde in Berlin zum Ingenieur ausgebildet und baute zahlreiche Brücken in Albanien, Siri machte nach einer Ausbildung in Italien Karriere in der Armee und Drita machte als Schauspielerin und Regisseurin Karriere.
Die Bauernfamilie war wohlhabend genug, um Gani Strazimiri eine Ausbildung am Gymnasium in Tirana zu finanzieren. Dort vertiefte er sich in die Malerei. Danach reiste er nach Turin, um Architektur zu studieren. Er brach die Ausbildung aber ab, um sich in der Heimat den Partisanen anzuschließen, die während des Zweiten Weltkriegs die italienischen und deutschen Besatzer bekämpften. Enver Hoxha und seine Frau Nexhmije erwähnten ihn in seinen Werken als Kämpfer und Architekt. Sein Bruder Lufti hingegen saß bis 1953 im Gefängnis, weil er mit den Deutschen sympathisiert haben soll.

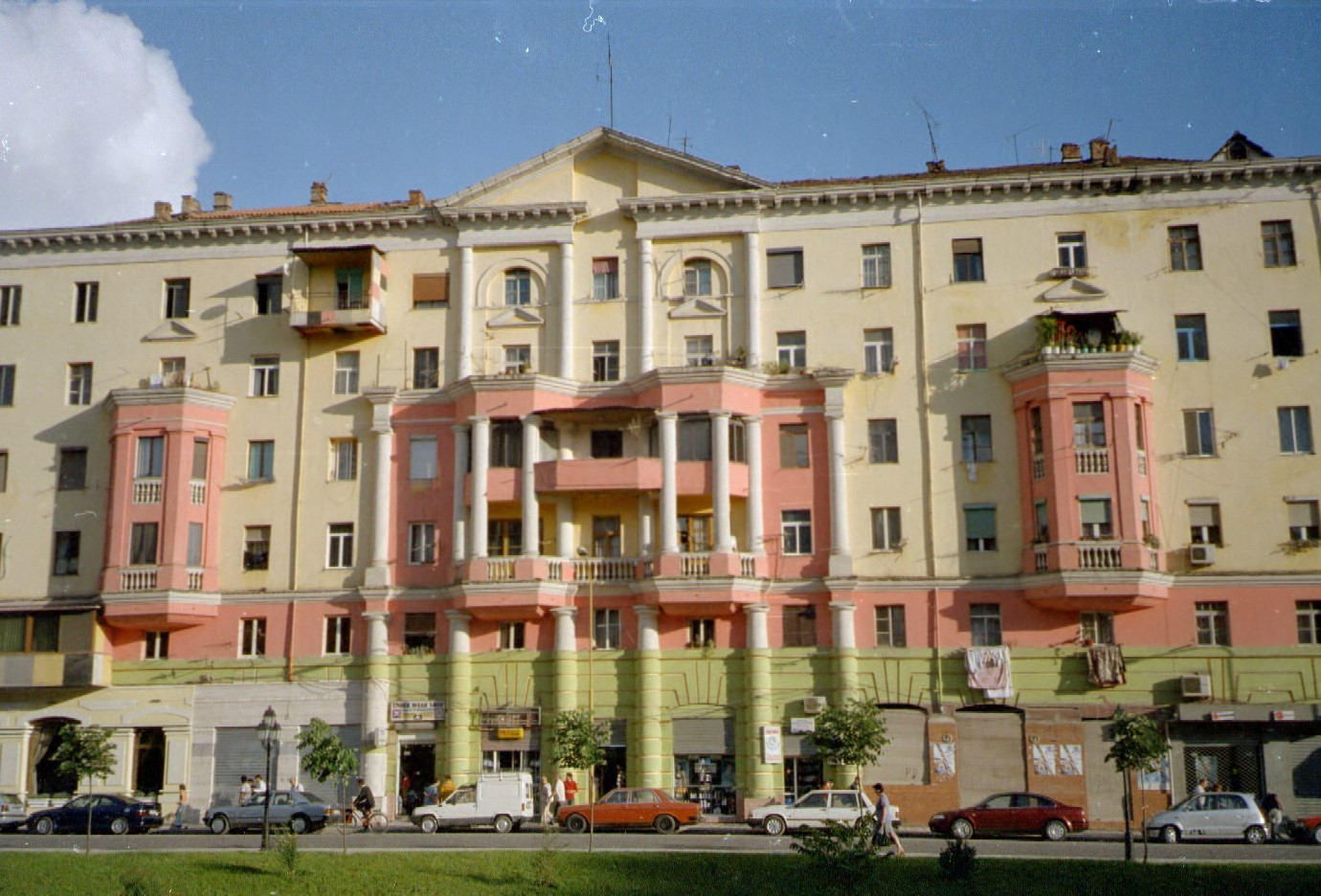
Shallvare-Gebäude in Tirana (2004)

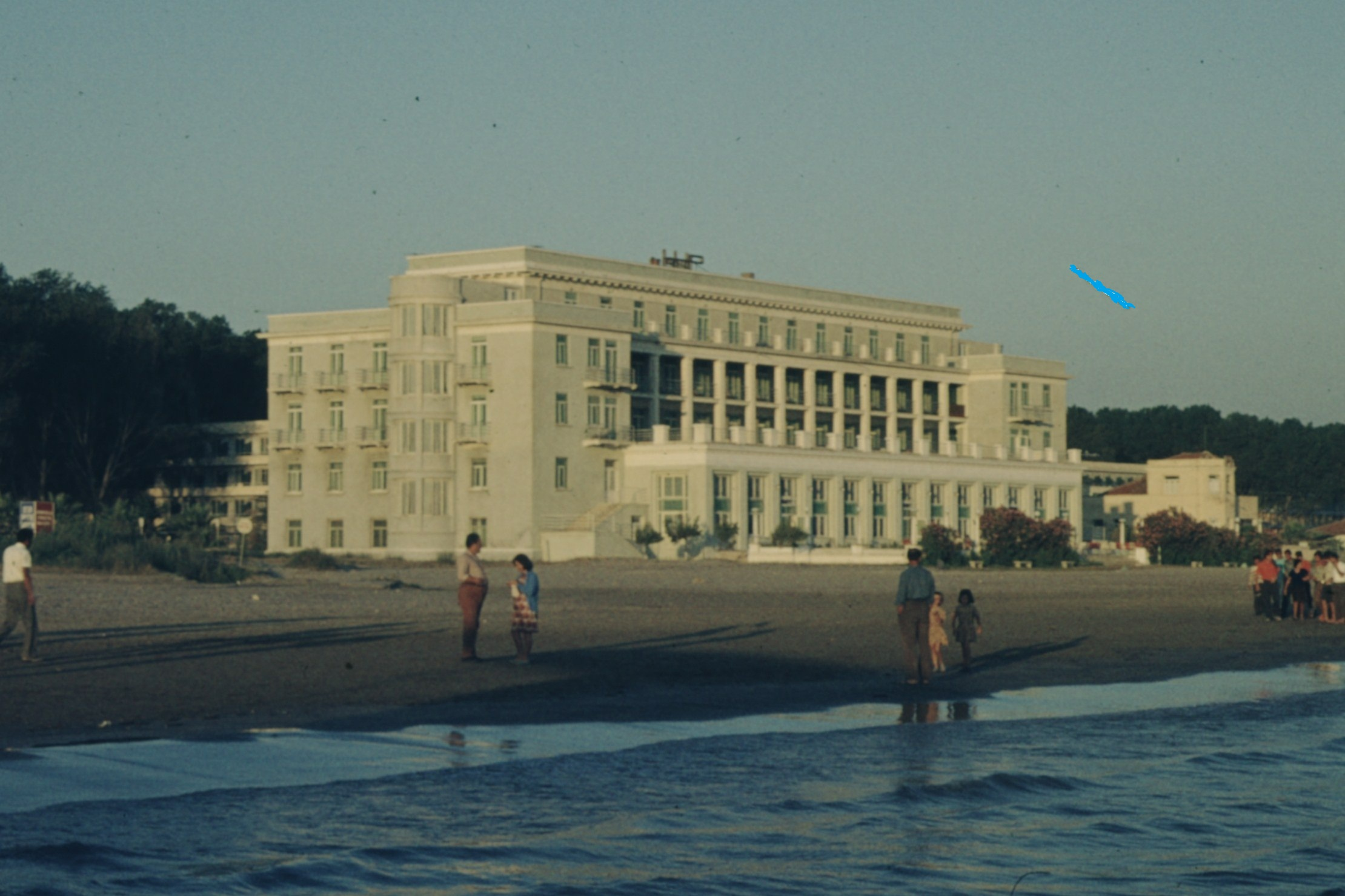
Hotel Adriatik in Durrës (1978)

Nach dem Krieg erhielt Gani ein Stipendium, um in der Sowjetunion Architektur zu studieren. In Moskau setzte er sich mit der Stadtplanung Tiranas auseinander und erhielt hierfür auch die gewünschten Unterlagen aus dem Ministerium. Strazimiri arbeitete nach seiner Rückkehr in Albanien als Stadtplaner – seine Pläne für eine sozialistische Kapitale wurden aber nicht verwirklicht. Er realisierte zwischen 1951 und 1955 die Shallvare-Gebäude in Tirana, eine Reihe von Wohnhäusern im Stadtzentrum entlang der Lana und dem Rinia-Park. Er war auch Architekt weiterer Wohnhäuser und des Hotel Adriatik in Durrës, zudem unterrichtete er an der Polytechnischen Universität Tirana. Mitte der 50er Jahre geriet sein Baustil immer mehr in Kritik: zu verspielt und zu viel Luxus an den äußeren Fassaden, zu karg im Inneren; Strazimiri wurde mit anderen Aufgaben beauftragt und geriet als Architekt mehr und mehr in Vergessenheit.

„Gani Strazimiri, the once-celebrated architect of the 1950s, continued to labor in relative obscurity following the rejection of the monumentality of the Stalin era.“

„Der in den 1950ern gefeierte Architekt Gani Strazimiri arbeitete in der Folge mehr im Verborgenen, nachdem man der Monumentalität der Stalinzeit abgesagt hatte.“

Strazimiri konzentrierte sich mehr auf das architektonische Erbe Albaniens und wurde 1957 zum Leiter einer Gruppe in diesem Bereich an der Hochschule von Tirana berufen. Er trug wesentlich dazu bei, dass der albanische Staat 1961 die historischen Städte Berat und Gjirokastra, den Bazar von Kruja und die unausgegrabenen antiken Ruinen von Durrës unter Schutz stellte. 1964 war er zusammen mit Aleksandër Meksi Vertreter Albaniens auf dem Internationalen Kongress der Architekten und Denkmalpfleger, der die Charta von Venedig guthieß. Sie entfachten in Albanien einen Geist für Denkmalschutz.
Dann leistete Strazimiri als Direktor des 1965 gegründeten Instituts für Kulturdenkmäler einen wichtigen Beitrag zur Erhaltung von albanischer Architektur und Tradition. Er baute das erste Programm des Landes für Kulturgüterschutz auf. 1971 gründete Strazimiri die bis heute bestehende Schriftenreihe „Monumentet“ (Die Denkmäler) des Instituts, der er bis 1974 als Redaktionsleiter vorstand. 2007 wurde das Institut für Kulturdenkmäler umbenannt und erhielt zum Andenken an ihn den Namen Instituti i Monumenteve të Kulturës „Gani Strazimiri“. In seiner Funktion als Kulturdenkmäler-Schützer kämpfte er vehement gegen den Abbruch der katholischen Kirche aus dem 14. Jahrhundert in Vau-Deja – eine damals im kommunistischen Albanien, wo jegliche Religionsausübung verboten war, gefährliche Kritik an der Staatsführung.
Strazimiri wurde vom Staat 1973, 1998 und 2020 mit Orden ausgezeichnet. Das Gemälde Tirana’s Old Bazaar (1931) wurde postum auf der documenta 14 ausgestellt.

## Werke (Auswahl)
- Traits communs a l'architecture médiévale de nos villes (XVIII-XIXs). Universität Tirana, Tirana 1962 (Originaltitel: Disa tipare te perbashketa te arkitektures te qvteteve tona mesjetare.).
- Disa tipare të arkitekturës së qytetit të Beratit: kumtesë mbajtur në Konferencën e Parë të Studimeve Albanologjike 15–21 nëntor 1962. Tirana 1965.
- als Redaktionsleiter: monumentet. Hrsg.: Instituti i Monumenteve të Kulturës. Nr. 1–8. Tirana (1971–1974).
- mit Feride Papleka, Refik Veseli: Berati qytet-muze. 8 Nëntori, Tirana 1987.